# Arc-en-ciel (Aïvazovski)
Pour les articles homonymes, voir Arc-en-ciel (homonymie).
Arc-en-ciel (en russe : Радуга) est un tableau réalisé en 1873 par le peintre russe d'origine arménienne Ivan Aïvazovski, auteur au cours de sa longue vie (82 ans) de plus de six mille peintures. Pendant plus de soixante ans, ses paysages marins ont occupé en permanence une place de premier plan dans la peinture russe. C'était l'artiste d'un seul thème, la mer, dans lequel il a atteint la perfection. Le tableau Arc-en-ciel était une réponse du peintre aux accusations émises par la critique selon laquelle sa manière improvisée de peindre n'était pas moderne et que son talent s'épuisait. La toile est peinte en 1873 et a représenté une nouvelle étape dans la carrière d'Aïvazovski. À première vue, c'est une image typique de naufrage qui est représentée. Mais il faut constater à l'examen que ce travail est très différent des peintures précédentes du peintre sur ce sujet. Sans abandonner ses positions, Aïvazovski les soumet à une révision et à une modernisation, en particulier en ce qui concerne la colorisation de la toile. Au lieu de couleurs vives saturées, il donne la préférence à des nuances plus discrètes subtilement mises au point. Malgré le romantisme évident, le travail de l'artiste se distingue par une inclination au réalisme. L'Arc-en-ciel a été réalisé par le peintre en 1873, alors qu'il était âgé de 53 ans.

## Sujet du tableau
Le sujet du tableau est une mer déchaînée avec un bateau près de sombrer au large d'une côte rocheuse.
Le vent soulève les crêtes des vagues. Au milieu de la tempête, on devine les contours d'une côte rocheuse et la silhouette d'un bateau en train de couler. La mâture est intacte et les voiles ne sont pas descendues, ce qui laisse à penser que la cause du naufrage était non pas la tempête mais un récif sous-marin. Le bateau semble s'enfoncer progressivement dans les flots. Les marins tentent d'échapper au désastre sur un canot à l'avant-plan et un second le long du flanc du bateau. Le barreur indique la direction vers laquelle la barque doit avancer. Les marins sont épuisés et se replient en avant pour reprendre des forces. Mais on perçoit chez certains que le découragement fait place à l'espoir. Un arc-en-ciel est apparu dans le ciel, signe de salut. C'est comme un mirage, il apparaît puis disparait, scintille comme dans un rêve.

## Coloris
La gamme colorée du tableau était d'un style complètement nouveau dans la peinture russe des années 1870.
Le premier plan diffère de l'arrière-plan par la couleur et par l'humeur émotionnelle. La tension est progressivement remplacée par des nuances lumineuses de tons bleus, verts, violets, roses. Le flux de la lumière du soleil retombe en un arc-en-ciel sur l'eau qui prend des teintes multicolores.